# Bernd Stadel
Bernd Stadel (* 12. Mai 1963 in Heidelberg) ist ein deutscher Stadtplaner.

## Leben und Wirken
Stadel besuchte in Heidelberg die Landhausschule und das Hölderlin-Gymnasium. Nach dem Abitur studierte er Architektur an der Fachhochschule Trier (heute: Hochschule Trier) und wechselte 1985 an die Technische Universität Berlin. Dort schloss er das Studium der Stadt- und Regionalplanung 1991 als Diplom-Ingenieur ab. Anschließend war er bei den Städten Ulm und Heidenheim an der Brenz tätig, wo er stellvertretender Amtsleiter des Stadtplanungsamtes wurde. Von 1996 bis 1998 war Stadel Projektleiter bei der Maßnahmeträger München-Riem GmbH, die für die Realisierung des Stadtentwicklungsprojekts Messestadt Riem zuständig war.
1998 wurde der parteilose Stadel in der Stadt Schwäbisch Hall Bürgermeister mit der Zuständigkeit für das Bauwesen. Darüber hinaus wurde er 2005 zum Ersten Bürgermeister und damit zum Stellvertreter von Oberbürgermeister Hermann-Josef Pelgrim gewählt. Nach der Wahl als Nachfolger von Raban von der Malsburg zum Ersten Bürgermeister von Heidelberg verließ Stadel Schwäbisch Hall im Jahr 2008. Als Stellvertreter von Oberbürgermeister Eckart Würzner leitete er als Baubürgermeister in Heidelberg das Dezernat für Bauen und Verkehr bis zum 31. Juli 2016. Ihm folgte Jürgen Odszuck nach.
In die Amtszeit Stadels als Erster- und Baubürgermeister fällt die Erschließung des neuen Heidelberger Stadtteils Bahnstadt und der Abschluss des ersten Bauabschnitts. Weitere wichtige Projekte waren das Mobilitätsnetz, das Schulsanierungsprogramm und die Entwicklung der militärischen Konversionsflächen nach dem Abzug der US-Army.
Seit 2016 ist Stadel selbständig als Gutachter in Immobilienfragen, in der Standort- und der Kommunalberatung tätig. Darüber hinaus ist er seit 2018 an der Dualen Hochschule Baden-Württemberg an den Standorten Mannheim (Studiengang Immobilienmanagement) und Mosbach (Studiengang Bauingenieurwesen – Öffentliches Bauen) als Dozent in der Lehre tätig.

## Wichtige Projekte als Baubürgermeister in Heidelberg

### Bahnstadt Heidelberg (2008 – 2016)
Größte Passivhaus-Siedlung der Welt: Flächenumfang rd. 116 Hektar, geplant für ca. 6.000 Einwohner und 7.000 Arbeitsplätze.
Verantwortlich für Konzeption, Rahmenplan, Bauleitplanung, Erschließung, Zeitplan und Treuhandvermögen zur Realisierung des neuen Stadtteils im Rahmen einer Städtebaulichen Entwicklungsmaßnahme gem. § 165 BauGB.
Erschließung ab 2009, Abschluss des 1. BA mit rund 2.000 EW (762 WE) im Jahre 2014.
Darüber hinaus verantwortlich für Planung und Neubau aller Infrastruktureinrichtungen ("B hoch 3" mit Grundschule, Bürgerzentrum und Kindertagesstätte, Kinderbetreuungseinrichtungen in den Güterhallen und auf der Schwetzinger Terrasse u. a.).

### Militärische Konversionsflächen (2011 – 2016)
Entwicklung der militärischen Konversionsflächen in Heidelberg nach Abzug der US-Army (180 ha): Verantwortlich für die konzeptionelle städtebauliche Entwicklung und die Bauleitplanung sowie für alle Fragen zur Beteiligung der Bürgerschaft und aller gesellschaftlicher Gruppen in der Stadt.
Leitung des Konversionsbeirats. und Durchführung des sog. „dialogischen Planungsprozesses“
Verantwortlich für die Vorbereitung und den Beschluss eines besonderen wohnungspolitischen Konzeptes mit preisgünstigen Wohnungen und Mietpreisbindung im Bereich der Südstadt. Das Konzept wurde Teil des Masterplans zur Entwicklung der Konversionsflächen.

### Schulsanierungsprogramm (2008 – 2016)
Verantwortlich für die Durchführung des Konzeptes zur umfassenden Sanierung und Modernisierung aller 36 Schulen in der Trägerschaft der Stadt Heidelberg.
Investitionsvolumen der Bauphasen 2008 – 2016: ca. 170 Mio. Euro.

### Straßensanierungsprogramm (2008 – 2016)
Verantwortlich für das Gesamtkonzept zum Abbau des Sanierungsstaus öffentlicher Straßen und Wege.
Jährliche Investitionen: im Durchschnitt rd. 9 Mio. Euro.

### Mobilitätsnetz Heidelberg (2012 – 2016)
Verantwortlicher Dezernent für den grundlegenden Ausbau des schienengebundenen ÖPNV-Netzes in Heidelberg mit einem Investitionsvolumen von rd. 100 Mio. Euro. Das Mobilitätsnetz wird von der Stadt Heidelberg, der Rhein-Neckar-Verkehr GmbH (rnv) und der Heidelberger Straßen- und Bergbahn GmbH (HSB) gemeinsam geplant und verwirklicht.
"Mit dem Mobilitätsnetz Heidelberg wird das Straßenbahnnetz in Heidelberg in den kommenden Jahren umfassend modernisiert und ausgebaut. Ziel ist es, über 10.000 Fahrgäste pro Tag hinzuzugewinnen, davon über 7.000 Umsteiger vom Auto – ein wichtiger Beitrag zur umweltfreundlichen Mobilität und zur Entlastung des Straßenverkehrs. Vom Mobilitätsnetz profitieren alle. (...) Im Mobilitätsnetz Heidelberg sind mehrere Teilprojekte zu einem großen Maßnahmenpaket gebündelt. Der Vorteil: Die Projekte können ganzheitlich geplant und verwirklicht werden. Zudem kann das Mobilitätsnetz als ÖPNV-Großprojekt über Bundes- und Landesfördermittel finanziert werden. Die Förderquote liegt bei bis zu 80 Prozent der zuwendungsfähigen Kosten."

### Wissenschaftscampus (2008 – 2016)
- Entwicklung des "Wissenschaftscampus II" auf einer Fläche von rd. 22 Hektar in der Heidelberger Bahnstadt nach einem Städtebaulichen Wettbewerb im Jahre 2009 (1. Preis: Büro Machleidt und Partner, Berlin, in Arbeitsgemeinschaft mit sinai Freiraumplanung und Mola Winkelmüller Architekten).[10] Verantwortlicher Dezernent für die städtebauliche Rahmenplanung und die Bauleitplanung.
- Verantwortlicher Dezernent für die Fortschreibung der Rahmenplanung zur Transformation des sog. "Altklinikums" in Heidelberg zum Universitätscampus Bergheim: Fortschreibung der Rahmenplanung, städtebauliche Verträge etc.
- Wissenschafts- und Klinikcampus „Im Neuenheimer Feld“: Verantwortlich für die Vorbereitung des Masterplan-Prozesses mit breiter Bürger- und Nutzerbeteiligung zur Klärung der zukünftigen Entwicklung. Begleitung zahlreicher Neubauprojekte und Teilnahme an Preisgerichten (z. B. Stimmberechtigter Preisrichter beim Wettbewerbsverfahren zum Neubau der Chirurgischen Universitätsklinik 1. und 2. Bauabschnitt des Universitätsklinikums Heidelberg 2011).[11]

### Heidelberger Altstadt (2008 – 2016)
- Verantwortlicher Dezernent für die Aufstellung des Bebauungsplans „SO Altstadt“ zur Erhaltung der besonderen Heidelberger Mischung in der Kernaltstadt (Entschärfung der Konfliktsituation Gastronomie / Vergnügungsstätten / Wohnen / Einzelhandel).[12]
- Sanierung der Fußgängerzone mit Neumöblierung, Mitwirkung bei der Umsetzung der Beleuchtungskonzeption für Alte Brücke, Hauptstraße, Marktplatz, Rathaus.
- Neugestaltung des Friedrich-Ebert-Platzes (Hugo-Häring-Auszeichnung des BDA 2011).[13]
- Sanierung und Erweiterung Theater der Stadt Heidelberg nach dem Wettbewerbsergebnis (1. Preis: Waechter + Waechter Architekten BDA, Darmstadt): Mitglied des Kuratoriums der Theaterstiftung und des Lenkungskreises für die bauliche Umsetzung. Das fertiggestellte Gebäude wurde im Jahr 2015 mit dem Hugo-Häring-Landespreis des BDA ausgezeichnet.[14]
- Verantwortlicher Dezernent für die Sanierung des barocken "Palais Graimberg" am Kornmarkt.[15]
- Wettbewerb, Bürgerbeteiligungsverfahren und politischer Beschluss zur Neugestaltung des Theaterplatzes (2013 – 2016).[16]

## Mitgliedschaften und weitere Funktionen
| 2008 – 2016  | Vorsitzender des Aufsichtsrates der GGH – Gesellschaft für Grund- und Hausbesitz mbH Heidelberg Stellvertretender Vorsitzender ZWK – Zweckverband Wasserversorgung Kurpfalz Stellvertretender Vorsitzender VRN – Verkehrsverbund Rhein-Neckar Mitglied im Bauausschuss des Städtetags Baden-Württemberg |
| 2009 – 2016  | Mitglied der Verbandsversammlung VRRN – Verband Metropolregion Rhein-Neckar |
| 2010 – 2014  | Mitglied im Denkmalrat beim Regierungspräsidium Karlsruhe |
| 2015 – heute | Mitglied im Denkmalrat Baden-Württemberg bei der Obersten Denkmalbehörde (Wirtschaftsministerium Baden-Württemberg) |